# Philipp Köhn
Philipp François Köhn (* 2. April 1998 in Dinslaken) ist ein schweizerisch-deutscher Fussballtorhüter. Er steht bei der AS Monaco unter Vertrag. Köhn lief zunächst für deutsche Nachwuchsnationalmannschaften auf und wechselte 2016 zum Schweizer Verband.

## Karriere

### Vereine
Köhn begann seine Karriere beim SuS 09 Dinslaken. Danach spielte der ehemalige Stürmer zwischen 2005 und 2007 beim MSV Duisburg. 2007 kam er in die Jugend des FC Schalke 04, in der er bis 2013 spielte. Zur Saison 2013/14 wechselte er zum VfB Stuttgart. Im November 2013 spielte er gegen den Karlsruher SC erstmals für die B-Junioren von Stuttgart in der Bundesliga. In der Saison 2014/15 wurde er mit Stuttgarts B-Jugend Vizemeister, nachdem man den Meisterschaftsfinal gegen Borussia Dortmund verloren hatte.
Im August 2015 debütierte Köhn gegen Eintracht Frankfurt für die U-19-Mannschaft von Stuttgart in der A-Junioren-Bundesliga. Zur Saison 2017/18 wechselte er zu RB Leipzig, wo er einen Vierjahresvertrag erhielt. In jener Saison stand er jedoch kein einziges Mal im Spieltagskader der Leipziger.
Daraufhin wechselte Köhn im Juli 2018 zum österreichischen Bundesligisten FC Red Bull Salzburg, bei dem er einen bis Mai 2022 laufenden Vertrag erhielt. Zunächst spielte er jedoch für das Farmteam FC Liefering in der 2. Liga, für das er im September 2018 gegen den SKU Amstetten erstmals zum Einsatz kam. Bis Saisonende kam er zu zwölf Einsätzen in der 2. Liga.
Nach einer Spielzeit ohne absolviertes Spiel wurde er zur Saison 2020/21 in die Schweiz an den Zweitligisten FC Wil ausgeliehen. Für Wil kam er bis zum Ende der Leihe zu 32 Einsätzen in der Challenge League. Nach einer Saison als Stammtorhüter kehrte Köhn nach dem Ende der Leihe zur Saison 2021/22 nach Salzburg zurück. Dort konnte er sich gegen Nico Mantl durchsetzen, und so absolvierte er in der Saison 2021/22 28 Partien in der Bundesliga und alle acht Spiele in der UEFA Champions League, ehe Salzburg im Achtelfinal ausschied. Mit den Bullen holte er das Double aus Meisterschaft und Cup. In der Saison 2022/23 kam der Torhüter in allen 32 Partien in der Liga zum Einsatz und absolvierte auch alle Partien in der Champions League und der UEFA Europa League für die Salzburger. 2022/23 wurde er mit dem Verein erneut Meister.
Zur Saison 2023/24 wechselte Köhn in die französische Ligue 1 zum monegassischen Vertreter AS Monaco, bei dem er einen bis 2028 laufenden Vertrag unterschrieb.

### Nationalmannschaften
Köhn spielte im November 2012 gegen Südkorea erstmals für die deutsche U-15-Nationalmannschaft. Danach spielte er bis 2015 noch für die U-16-, für die U-17- und für die U-18-Nationalmannschaft Deutschlands.
Im August 2016 debütierte Köhn gegen die Slowakei für die Schweizer U-19-Auswahl. Im August 2017 spielte er gegen Polen erstmals für die U-20-Mannschaft der Schweiz. Am 22. März 2019 stand er beim 4:1-Sieg im Freundschaftsspiel in Kriens gegen Kroatien erstmals für die Schweizer U-21-Nationalmannschaft zwischen den Pfosten. Mit der Schweiz nahm er 2021 an der EM teil, bei der er allerdings nicht zum Einsatz kam. Die Schweizer schieden in der Vorrunde aus.
Im November 2021 wurde er erstmals in das Kader der A-Nationalmannschaft berufen. Ohne ein Spiel für die Eidgenossen absolviert zu haben, wurde er 2022 in das Schweizer Kader für die Weltmeisterschaft berufen. Beim Turnier, bei dem die Schweiz den Achtelfinal erreichte, kam er nicht zum Einsatz.

## Persönliches
Köhn wurde als Sohn eines Vaters aus Deutschland und einer Mutter aus dem schweizerischen Lausanne im nordrhein-westfälischen Dinslaken geboren.

## Erfolge
mit dem Verein
- Österreichischer Meister: 2019, 2020, 2022, 2023
- Österreichischer Cupsieger: 2019, 2020, 2022

individuell
- Bester Torhüter der Bundesliga: 2023

## Ehrenamtliches Engagement
Köhn unterstützt die Kinderhilfsorganisation Casa Dos Curumins, deren Hauptanliegen darin besteht, jungen Menschen ab einem Alter von vier Monaten Schutz vor Gewalt und Vernachlässigung zu bieten und ihnen eine solide Bildungsgrundlage zu vermitteln, die ihnen hilft, aus dem Kreislauf von Ausgrenzung und Armut auszubrechen. Die Hilfsorganisation wird ebenfalls von der Schweizer Botschaft in Brasilien unterstützt.